# Noah Serwy
Noah Serwy (21 februari 2003) is een Belgisch voetballer die onder contract ligt bij RFC Seraing. 

## Clubcarrière
Serwy ondertekende in juli 2022 zijn eerste profcontract bij RFC Seraing, dat hem tot medio 2024 aan de club verbond. Op 25 februari 2023 maakte hij zijn officiële debuut in het eerste elftal van de club: in de 0-2-nederlaag tegen KV Mechelen liet trainer Jean-Sébastien Legros hem in de 89e minuut invallen voor Vagner Dias.

## Clubstatistieken
| Seizoen         | Club            | Land            | Competitie      | Competitie | Competitie | Beker | Beker | Supercup | Supercup | Europees | Europees | Totaal | Totaal |
| Seizoen         | Club            | Land            | Competitie      | Wed.       | Dlp.       | Wed.  | Dlp.  | Wed.     | Dlp.     | Wed.     | Dlp.     | Wed.   | Dlp.   |
| --------------- | --------------- | --------------- | --------------- | ---------- | ---------- | ----- | ----- | -------- | -------- | -------- | -------- | ------ | ------ |
| 2022/23         | RFC Seraing U23 | Vlag van België | Tweede afdeling | 24         | 6          | —     | —     | —        | —        | —        | —        | 24     | 6      |
| 2022/23         | RFC Seraing     | Vlag van België | Eerste klasse A | 1          | 0          | 0     | 0     | —        | —        | —        | —        | 1      | 0      |
| Carrière totaal | Carrière totaal | Carrière totaal | Carrière totaal | 25         | 6          | 0     | 0     | 0        | 0        | 0        | 0        | 25     | 6      |

Bijgewerkt op 27 maart 2023.

## Privé
- Noah Serwy is de jongere broer van Jérémy Serwy, die in de Jupiler Pro League voor Sporting Charleroi en Zulte Waregem speelde.[3] Hun broer Julien is naast amateurvoetballer ook actief als jeugdtrainer bij Standard Luik.[4]

1 Galjé ·
2 Sylla ·
4 Tshibuabua ·
6 Cachbach ·
8 Kilota ·
9 Elisor ·
10 Marius ·
11 Abanda ·
12 Bernier ·
14 Guillaume ·
15 Lahssaini ·
16 Martin ·
18 Poaty ·
20 Ba ·
21 Sambu ·
23 Lepoint ·
30 Dietsch ·
34 Trémoulet ·
35 Conceição ·
40 Opare ·
52 Serwy ·
53 D'Onofrio ·
61 Silini ·
67 Renzulli ·
70 Solheid ·
Coach: Jeunechamps